# شهوة (معصومية)
شهوة (بالفارسية: روستای شهوه) هي منطقة سكنية تقع في إيران في قسم معصومیة الريفي. يقدر عدد سكانها بـ 2,101 نسمة .